# Marek Nowicki (filmowiec)
Marek Nowicki (ur. 9 kwietnia 1935 w Warszawie) – polski operator i reżyser filmowy, a także scenarzysta; absolwent wydziału operatorskiego PWSTiF w Łodzi. Od początku lat 60. XX w. nieprzerwanie związany z łódzką szkołą filmową. Był w niej długoletnim nauczycielem akademickim; w latach 1975–1979 jako prodziekan wydziału operatorskiego, a w latach 1979–1981 prorektor.

## Filmografia
- 1965: Profesor Zazul (reżyseria, scenariusz i zdjęcia)
- 1965: Przyjaciel (reżyseria, scenariusz i zdjęcia)
- 1967: Bardzo starzy oboje (zdjęcia)
- 1967: Kiedy miłość była zbrodnią (zdjęcia)
- 1968: Mistrz tańca (zdjęcia)
- 1968: Hasło Korn (zdjęcia)
- 1970: Rejs (zdjęcia)
- 1970: Różaniec z granatów (zdjęcia)
- 1970: Południk zero (zdjęcia)
- 1971–1972: Chłopi (serial TV) (zdjęcia)
- 1973: Chłopi (film) (zdjęcia)
- 1973: Gniazdo (zdjęcia)
- 1977: Granica (zdjęcia)
- 1977: Królowa pszczół (zdjęcia)
- 1978: Rodzina Połanieckich (zdjęcia)
- 1979: Kariera Nikodema Dyzmy (reżyseria i scenariusz wspólnie z Janem Rybkowskim oraz zdjęcia)
- 1981: Ślepy bokser (reżyseria i scenariusz)
- 1981: Fik-Mik (reżyseria i scenariusz)
- 1983: Kasztelanka (reżyseria, scenariusz i zdjęcia)
- 1983: Marynia (zdjęcia)
- 1984: Miłość z listy przebojów (reżyseria i scenariusz)
- 1983: Widziadło (reżyseria i scenariusz)
- 1985: Spowiedź dziecięcia wieku (reżyseria i scenariusz)
- 1987: Rajski ptak (reżyseria i scenariusz)
- 1989: Sceny nocne (reżyseria i scenariusz)
- 1995: Złote dno (reżyseria i scenariusz)
- 2001: Więzy krwi (serial TV) (reżyseria)
- 2002: Break Point (reżyseria)